# 卡瓦纳大厦
卡瓦纳大厦 (Edificio Kavanagh)位于阿根廷布宜诺斯艾利斯雷蒂罗区佛罗里达街1065号，俯瞰圣马丁广场。

## 历史
由当地建筑师格雷戈里奥·桑切斯、埃内斯托·拉各斯和路易斯·玛丽亚·德·拉·托雷设计于1934年，1936年完成。1999年被列为国家历史古迹， 是布宜诺斯艾利斯令人印象最深刻的建筑杰作之一。它高达120米，至今仍然影响着该市现代的天际线。1939年它获得美国建筑师学会奖。 
1934年，科里纳·卡瓦纳投资修建这座巨大的棱柱形摩天大楼。其设计是现代主义和装饰艺术美国摩天大楼风格的混合，被认为是在阿根廷早期现代主义的顶峰。该建筑的特征是收缩的线条、很少外部装饰。
在当时这是世界最高的钢筋混凝土建筑，以及许多年内的南美洲最高建筑。由于新大楼内的公寓面向中上阶层，因此在建造时不惜耗费巨资，以保证最高的质量。所有105套公寓都采用了最先进的技术，包括中央空调，12部奥的斯电梯。上部还有露台花园欣赏河流，公园和城市的景观。 
科里纳·卡瓦纳多年居住在14层最大的公寓，也是唯一一个占据整个楼层的公寓。有一个传说，说的是，建筑物的形状是作为报复而设计的。卡瓦纳家族虽然富有却不是贵族，而住在圣马丁广场另一侧的Anchorena家则既富有又高贵，在卡瓦纳大厦所在地的旁边建造了一座教堂。科里纳的一个女儿，爱上了Anchorena家的儿子，但是Anchorena家拒绝了这门婚事。作为报复，科里纳·卡瓦纳，对她委托的建筑师设计大厦只有一个要求：阻挡从圣马丁宫看圣体教堂的视线。